# Rouvres-en-Plaine
Rouvres-en-Plaine este o comună în departamentul Côte-d'Or, Franța. În 2009 avea o populație de 1,005 de locuitori.

## Evoluția populației
| An        | 1975 | 1982 | 1990 | 1999 | 2006 | 2009  |
| --------- | ---- | ---- | ---- | ---- | ---- | ----- |
| Populație | 580  | 704  | 797  | 866  | 989  | 1,005 |